# Gorgo al Monticano
Gorgo al Monticano är en ort och kommun i provinsen Treviso i regionen Veneto i Italien. Kommunen hade 4 115 invånare (2018).